# دالاس وينغز
دالاس وينغز (بالإنجليزية: Dallas Wings)‏ هو فريق كرة سلة أمريكي للمحترفات، تأسس في سنة 1998 يقع مقره في أرلينغتون. يلعب في دوري الاتحاد الوطني لكرة السلة النسائية وفاز به ثلاث مرات (2003، 2006، 2008).

## وصلات خارجية
- الموقع الرسمي